# Mountainbiken
Mountainbiken is een sport, meer bepaald een tak van wielersport, waarbij men over ruige terreinen fietst, meestal met een speciaal daarvoor ontworpen mountainbike. Het is zowel een competitieve als recreatieve sport. De belangrijkste wedstrijden zijn de wereldkampioenschappen en de wereldbeker.

## Geschiedenis
De sport is in Californië ontstaan. Mountainbiken begon daar in de late jaren 60 en vroege jaren 70 van de 20e eeuw. De eerste mountainbikes waren gebaseerd op de frames van Schwinn. De rijders gebruikten luchtbanden en voorzagen de fiets van versnellingen en een stuur, dat ook in de motorcross wordt gebruikt.
Pas een tiental jaren later kwam de industriële productie van mountainbikes op gang. Hierbij maakte men gebruik van lichtgewichtmaterialen. Inmiddels lijken de fietsen minder op normale wegfietsen. Ook de omvang van de sport en het aantal beoefenaars ervan is met de jaren gegroeid.

### Mountainbikeroutes in Nederland
In Nederland zijn meer dan 200 officiële mountainbikeroutes. Deze mountainbikeroutes zijn bewegwijzerde routes wat inhoudt dat je net zoals een wandelroute door de omgeving wordt geleid. De routes zijn meestal voorzien van het internationale mountainbikesymbool. Dit symbool geeft tevens de richting aan die gefietst moet worden: . De routes in Nederland variëren van zwaar tot erg gemakkelijk. Een voorbeeld van de zwaardere routes zijn Schoorl en Bergherbos. De makkelijke routes zijn bijvoorbeeld Soest en Lage Vuursche. De meeste routes bestaan uit singletrack, wat inhoudt dat het spoor meestal niet breder is dan 30 à 40 centimeter.

## Wedstrijddisciplines
In de mountainbikesport worden verschillende disciplines onderscheiden, die zijn onderverdeeld in twee afdelingen: Endurance en Gravity.
| Discipline            | Afkorting | Toelichting |
| --------------------- | --------- | --- |
| Endurance             |           | |
| Cross-country Olympic | XCO       | Een parcours van minstens 4 km, waarbij de wedstrijdduur afhankelijk is van categorie tot categorie. De minimale wedstrijdduur is 60 minuten.                                         |
| Marathon              | XCM       | Een lange afstandswedstrijd van 60 tot 160 km, verdeeld over één tot maximaal drie ronden.                                                                                            |
| Short-track           | XCC       | Een parcours van maximaal 2 km met start en aankomst op dezelfde plaats. |
| Rit in lijn           | XCP       | Een parcours met start en aankomst op verschillende plaatsen. |
| Eliminator            | XCE       | Een korte wedstrijd op een obstakelrijk parcours van 500 tot 1.000 m. Er wordt gereden in manches met vier of zes deelnemers, waarbij de eerste twee doorgaan naar de volgende ronde. |
| Estafettewedstrijd    | XCR       | Aflossingswedstrijd. |
| Tijdrit               | XCT       | Individuele tijdrit. |
| Etappewedstrijd       | XCS       | Meerdaagse wedstrijd van drie tot negen dagen, waarin verschillende disciplines aan bod kunnen komen.                                                                                 |
| Gravity               |           | |
| Downhill              | DH        | Een dalend en extreem spectaculair parcours dat de renners individueel afleggen. |
| 4-Cross               | 4X        | Een afvallingswedstrijd waarbij drie of vier renners het tegen elkaar opnemen op een dalend parcours. De eerste twee plaatsen zich voor de volgende ronde.                            |
| Enduro                | END       | Een opeenvolging van gechronometreerde stukken en verbindingsstukken die niet worden gechronometreerd.                                                                                |

Voor elk gebruik is er een apart type mountainbike:

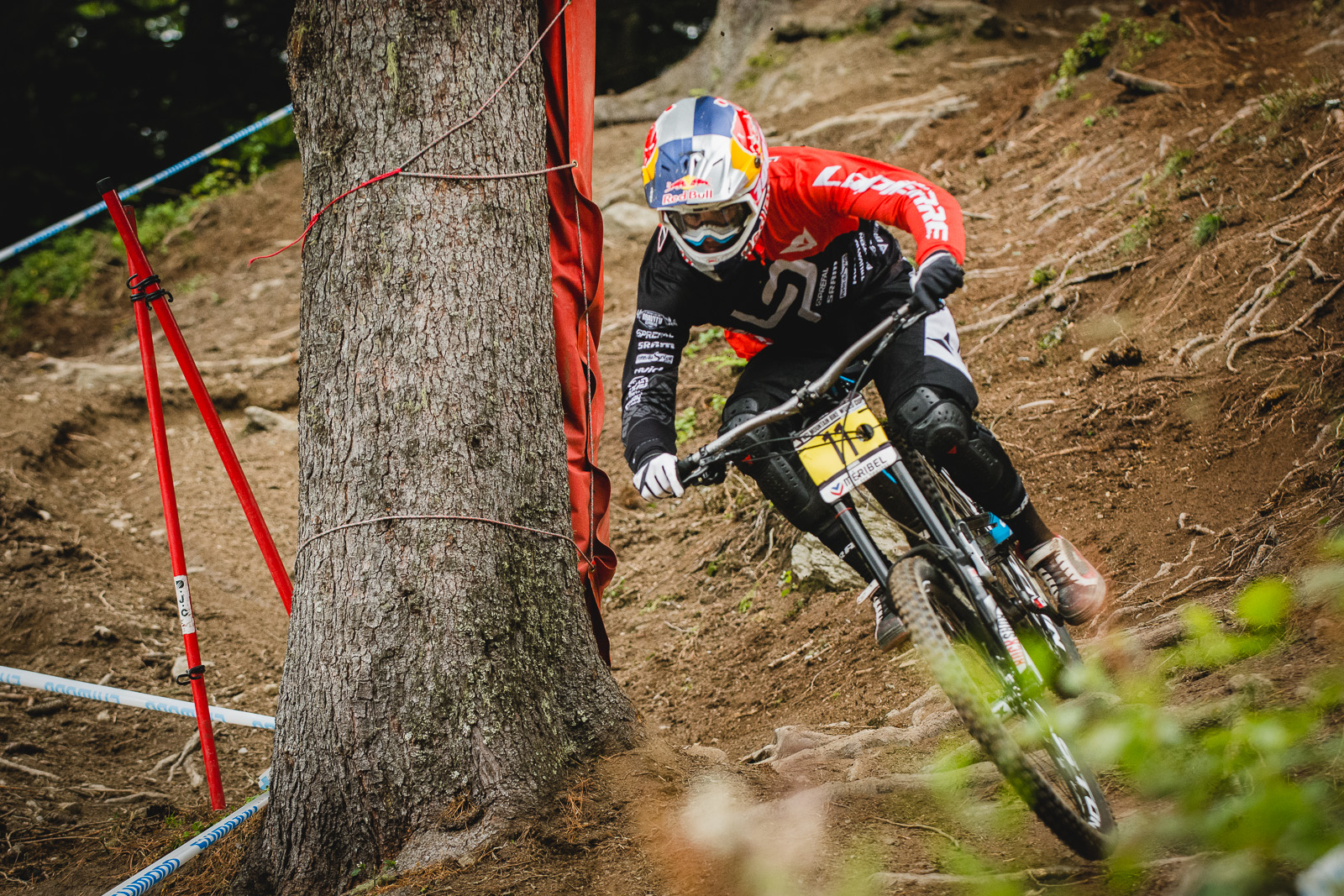
Loïc Bruni op een downhillfiets

- Cross-country: bedoeld voor korte wedstrijden met weinig hoogteverschil. De fietsen hebben een voorvering met korte veerweg (80 tot 100 mm) en zijn licht (bij voorkeur niet meer dan 7 tot 9 kg). Dit is haalbaar door gebruik van lichtgewichtmaterialen zoals aluminium, titanium en koolstofvezel. Voor de vering wordt gebruikgemaakt van lucht. De geometrie is gericht op trapefficiëntie. Het zadel komt daardoor vaak hoger uit dan het stuur. De stuurhoek valt vaak steiler dan 70°. Het gebruik van fullsuspension komt steeds vaker voor en is vooral efficiënt wanneer gewicht ondergeschikt is aan beheersing van de fiets, bijvoorbeeld in afdalingen. Door wijziging van de geometrie en constructieve maatregelen is men erin geslaagd het deinen van de vering te vermijden, zodat dit geen effect meer heeft op het rendement.
- Enduro: bedoeld voor langere wedstrijden, zoals marathons, of om te toeren. De fietsen zijn meestal comfortabeler dan de cross-countryfietsen en zijn minder gericht op wedstrijden en trapefficiëntie. Daardoor gedragen deze fietsen zich minder zenuwachtig in afdalingen. Kenmerkend zijn een hogere vering (120 tot 160 mm), dikkere banden, grotere remschijven en een rechtere fietshouding.
- Freeride: bedoeld om overal te fietsen, maar bij voorkeur niet omhoog. Ze hebben een nog grotere veerweg dan de enduro's en zijn steviger geconstrueerd. Het gewicht varieert tussen 14 en 18 kg. Ze zijn berekend op het doen van extreme zaken, zoals road gaps en metershoge drops.
- Downhill: wedstrijdvariant van de freerides. De fiets is speciaal ontworpen voor de meest gevaarlijke en steile afdalingen. Downhillwedstrijden zijn korte sprints op extreem geaccidenteerd terrein. De veerwegen van een downhillfiets zijn nog groter dan die van een freeridefiets (200 tot 300 mm) en hebben geen voorversnellingen. De geometrie is gericht op een bijzondere wendbaarheid en contact met de ondergrond in extreme omstandigheden. De veersystemen zijn gericht op goede efficiëntie bij sprint, maar tegelijkertijd moet de vering ook bij extreme remmanoeuvres blijven werken. De stuurhoek is vlakker, vaak rond de 65°. Het gebogen stuur staat hoger dan het zadel, en korter bij de rijder. De meeste afdalingsfietsen wegen door hun stevige constructie tussen de 20 en 22 kg, maar wedstrijdfietsen duiken vaak onder de 17 kg.

Een andere fietsdiscipline die een relatie heeft met mountainbiken is Dirt Jumping and Street. De fietsen zijn daarbij erg sterk en worden voornamelijk in de stad gebruikt bij drop-offs (sprongen van bijvoorbeeld betonblokken of bushokjes). De rijder probeert terwijl hij in de lucht hangt allerlei tricks te doen, bijvoorbeeld een backflip.

## Competitie
De sport is eind jaren 80 overgewaaid vanuit de Verenigde Staten en werd in korte tijd heel populair, ook in Europa. In Nederland werd de populariteit versterkt door de gouden medaille die Bart Brentjens won tijdens de Olympische Spelen van 1996 in Atlanta, de eerste keer dat dit sportonderdeel op de Olympische agenda stond. De laatste jaren zijn vooral langeafstandswedstrijden (80 tot 120 km) in opkomst onder de naam marathon.
In Nederland vindt de wedstrijdsport plaats onder auspiciën van de KNWU. Hiervoor is een licentie benodigd:
- Elite mannen (vanaf 23 jaar) en vrouwen (vanaf 19 jaar)
- Masters 1 (30 jaar en ouder)
- Masters 2 (40 jaar en ouder)
- Beloften (19–23 jaar)
- Junioren jongens en meisjes (17–18 jaar)
- Nieuwelingen jongens en meisjes (15–16 jaar)
- Amateurs (vanaf 19 jaar)
- Funklasse (alle leeftijden)

## Verwijzingen
- KNWU. Prof of niet, we delen dezelfde passie!

Kampioenschappen:  Olympische Spelen ·
 Wereldkampioenschappen ·
WK marathon ·
 Europese kampioenschappen
 Belgie ·
 Denemarken ·
 Duitsland ·
 Finland ·
 Frankrijk ·
 Groot-Brittannië ·
 Italie ·
 Nederland ·
 Oostenrijk ·
 Polen ·
 Zwitserland
Klassementen:  Wereldbeker ·
 3 Nations Cup
Meerdaagse wedstrijden  Cape Epic ·
 Transalp Challenge ·
 Crocodile Trophy ·
 Belgian Mountainbike Challenge
Eendaagse wedstrijden:  Grand Prix d’Europe ·
 Hondsrug Classic ·
 Roc d'Ardenne ·
 Roc d'Azur ·
 Salzkammergut Trophy ·
 Sea Otter Classic ·
 Stappenbelt MTB Trophy
Strandraces:  De Panne Beach Endurance ·
 Egmond-pier-Egmond ·
 Hoek van Holland-Den Helder
Historisch:  Benelux Cup ·  Belgian MTB Grand Prix ·  MTB Topcompetitie